# Симфонический оркестр Словенской филармонии
Симфонический оркестр Словенской филармонии (словен. Simfonični orkester Slovenske filharmonije) — словенский симфонический оркестр, базирующийся в Любляне.
Первая попытка создания в Любляне постоянно действующего симфонического оркестра была предпринята в 1908 г. Оркестр просуществовал около пяти лет под руководством молодого и амбициозного чешского дирижёра Вацлава Талиха, в дальнейшем одной из центральных фигур чешской музыки межвоенной эпохи. Первый концерт состоялся 8 ноября 1908 года. Первая мировая война, а затем кардинальные изменения на политической карте Европы положили конец этой инициативе.
В межвоенные годы были предприняты несколько попыток возродить оркестр в Любляне. Наиболее успешная относится к 1934 г., когда был создан Люблянский филармонический оркестр. Среди солистов-гастролёров, выступавших в его сопровождении в 1930-е гг., были Альфред Корто, Гаспар Кассадо, Робер Соэтан, Артур Рубинштейн, Никита Магалофф, Панчо Владигеров и другие заметные музыканты. Однако с началом Второй мировой войны и этот коллектив прекратил существование.
В 1947 г. был, наконец, создан нынешний Словенский филармонический оркестр. В его состав влилась значительная часть Триестского филармонического оркестра.

## Художественные руководители
- Марьян Козина (1947—1950)
- Люциан Мария Шкерьянц (1950—1956)
- Мариян Липовшек (1956—1964)
- Цирил Цветко (1965—1969)
- Дариян Божич (1970—1974; главный дирижёр Оскар Данон)
- Марьян Габриельчич (1975—1979)
- Иво Петрич (1979—1996; главный дирижёр Урош Лайовиц, 1978—1991)
- Марко Летонья (1996—2002)
- главный дирижёр Джордж Пехливанян (2005—2008)
- главный дирижёр Эммануэль Вийом (2008—2013)
- главный дирижёр Кери-Линн Уилсон (с 2013 г.)